# Tricholomopsis ornaticeps
Tricholomopsis ornaticeps är en svampart som först beskrevs av G. Stev., och fick sitt nu gällande namn av E. Horak 1971. Tricholomopsis ornaticeps ingår i släktet Tricholomopsis och familjen Tricholomataceae.   Inga underarter finns listade i Catalogue of Life.